# Gllogovica
Gllogovica (albanisch auch Gllogovicë, serbisch Глоговица Glogovica) ist ein Dorf im Kosovo. Gllogovica gehört zur Gemeinde Pristina. Um Gllogovica liegen die Dörfer Hajkobilla und Dabishec. In unmittelbarer Nähe befindet sich die Grenze zu Serbien.

## Bevölkerung
| Jahr | Einwohner |
| ---- | --------- |
| 1948 | 449       |
| 1953 | 481       |
| 1961 | 549       |
| 1971 | 610       |
| 1981 | 558       |
| 1991 | 627       |
| 2011 | 74        |

Die Volkszählung in der Republik Kosovo aus dem Jahr 2011 ergab, dass in dem Dorf Gllogovica 74 Menschen wohnten, allesamt Albaner.

## Infrastruktur

### Verkehr
In der Nähe von Gllogovica befindet sich die M-9 die in Richtung Pristina oder zur Grenze Serbiens verläuft.